# Vydrník
Vydrník este o comună slovacă, aflată în districtul Poprad din regiunea Prešov. Localitatea se află la altitudinea de 610 m deasupra n.m., se întinde pe o suprafață de 4,96 km2 și în 2017 număra 1.226 de locuitori. Se învecinează cu comuna Hrabušice.

## Istoric
Localitatea Vydrník este atestată documentar din 1294.

## Demografie
| An:                | 1994 | 2004    | 2014    | 2024    |
| ------------------ | ---- | ------- | ------- | ------- |
| Număr de persoane: | 846  | 974     | 1162    | 1343    |
| Diferență:         |      | +15,13% | +19,30% | +15,57% |

| An:                | 2023 | 2024   |
| ------------------ | ---- | ------ |
| Număr de persoane: | 1320 | 1343   |
| Diferență:         |      | +1,74% |